# Partito Comunista Operaio Spagnolo (1921)
Il Partito Comunista Operaio Spagnolo (Partido Comunista Obrero Español, PCOE) era un partito politico comunista spagnolo fondato il 13 aprile del 1921 dai cosiddetti terceristas, una corrente del Partito Socialista Operaio Spagnolo (Partido Socialista Obrero Español, PSOE) che voleva l'adesione del partito alla Terza Internazionale. Quando il PSOE decise, invece, per la partecipazione all'Internazionale di Vienna e per il rifiuto del Bolscevismo, i terceristas uscirono dal partito per fondare il PCOE.
Il nuovo partito ebbe vita breve, poiché il 14 novembre del 1921 si unì con il Partito Comunista Spagnolo (Partido Comunista Español) per andare a formare il Partito Comunista di Spagna (Partido Comunista de España, PCE), che aderì poco dopo alla Terza Internazionale.
Nel 1973, il nome "Partito Comunista Operaio Spagnolo" venne adottato anche dalla formazione politica di Enrique Líster, che, in polemica con Santiago Carrillo, era uscito dal PCE.